# Pedicularis hirsuta
Pedicularis hirsuta es una planta de la familia Orobanchaceae anteriormente incluida en las escrofulariáceas.

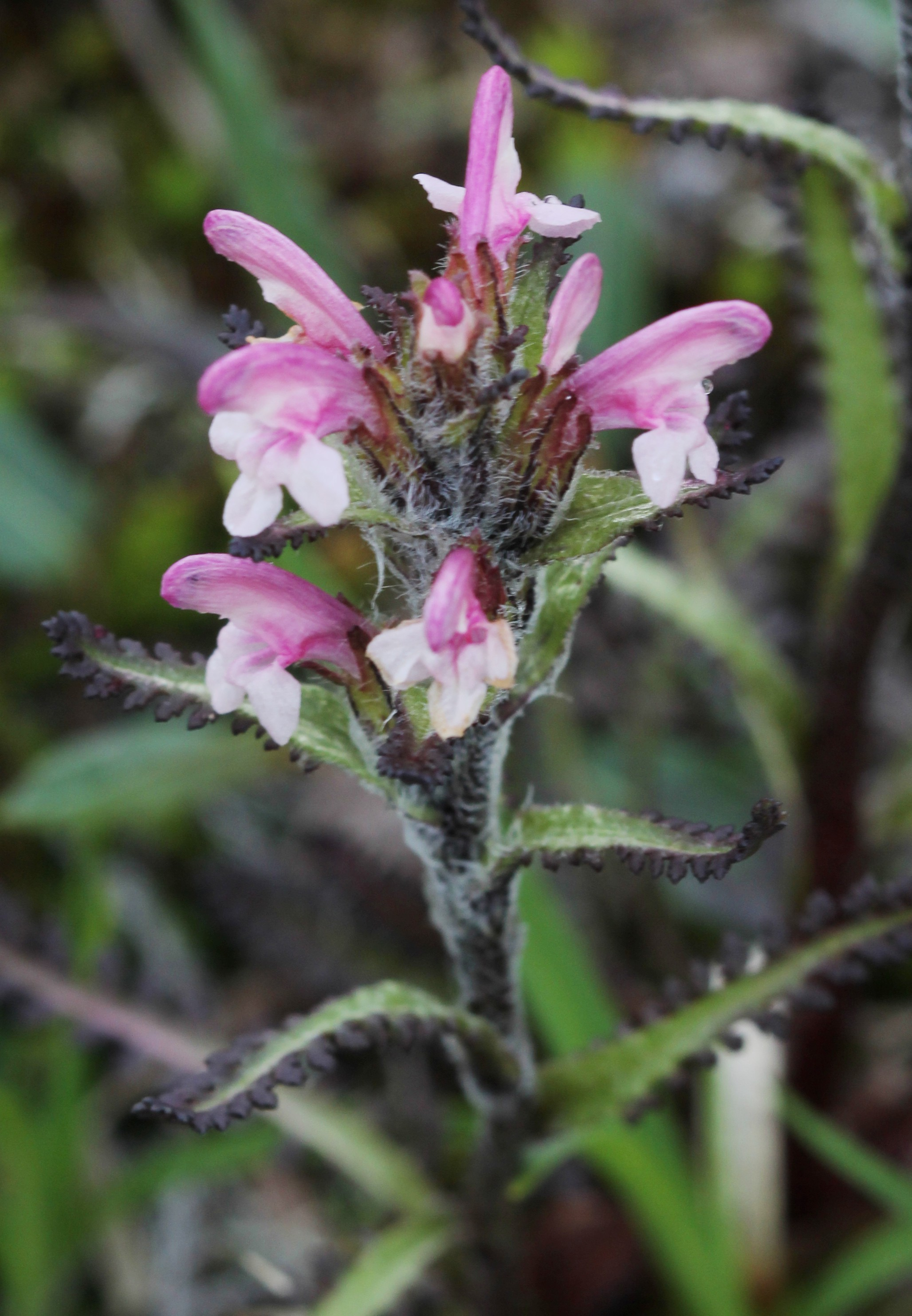
Vista de la planta

## Descripción
Erecta, foliosa, perenne, de 2-10 cm, tomentosa por encima. Hojas lineales a lanceoladas, divididas, con lóbulos someros y dentados. Flores rosa brillante, labio superior recto y romo, el inferior casi igual de largo, en una inflorescencia tomentosa redondeada. Cáliz tomentoso, con lóbulos dentados. Florece a final de primavera.

## Hábitat
Tundra, playas, riberas de ríos.

## Distribución
En Finlandia, Noruega, Suecia, Rusia y Groenlandia.

## Taxonomía
Pedicularis hirsuta fue descrita por Carlos Linneo y publicado en Species Plantarum 600 1753.
Etimología
Pedicularis: nombre genérico que deriva de la palabra latína pediculus que significa "piojo", en referencia a la antigua creencia inglesa de que cuando el ganado pastaba en estas plantas, quedaban infestados con piojos.
hirsuta: epíteto latíno que significa "peluda"